# Orbiting Solar Observatory

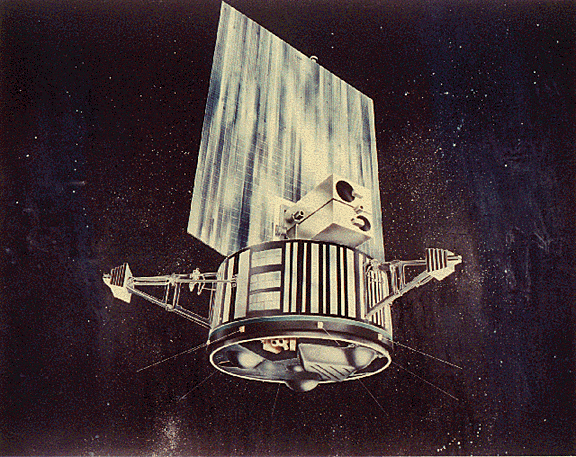
OSO 8

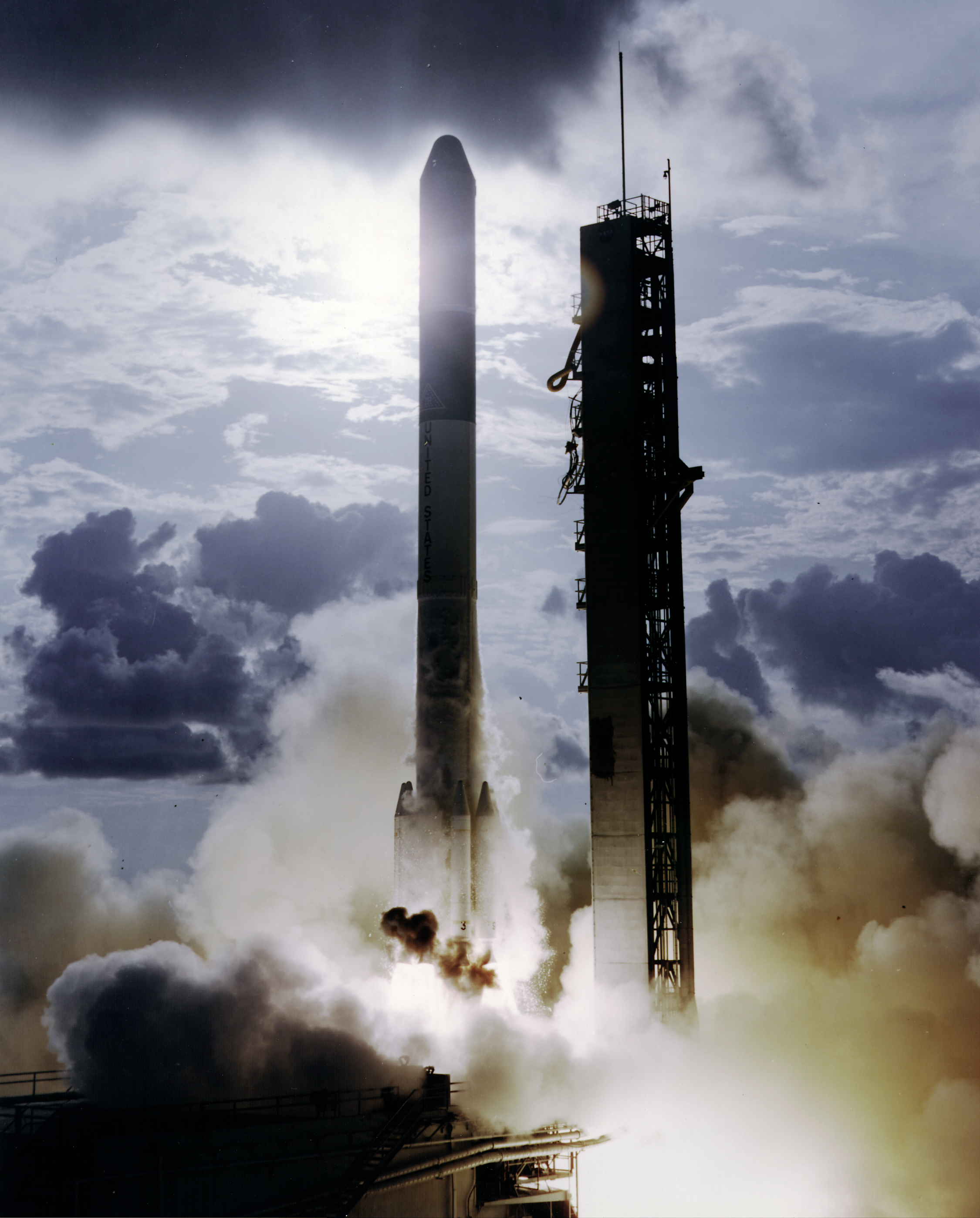
Ракета Дельта-C во время запуска OSO 8 21 июня 1975, мыс Канаверал, Флорида

Orbiting Solar Observatory (сокр. OSO) — серия из восьми американских космических телескопов спутников, выведенных на околоземную орбиту между 1962 и 1975 годами.

## Цели
Основная задача спутников этой серии — наблюдение и изучение Солнца в течение 11-летнего цикла солнечной активности пятен в ультрафиолетовом и рентгеновском спектрах. Помимо основной задачи, аппараты выполняли и другие важные эксперименты для других разделов астрономии.

## История
Первые семь аппаратов (OSO 1-7) были построены организацией Ball Aerospace в Боулдере, штат Колорадо. OSO 8 была построена компанией Hughes Space and Communications в Калвер-Сити, штат Калифорния.
14 апреля 1964 года во время тестовых испытаний произошла авария. Спутник находился внутри испытательного стенда на мысе Канаверал, прикреплённого к третьей ступени ракеты-носителя Дельта-C. Двигатель ступени из-за разряда статического электричества запустился и влетел вместе со спутником в крышу ангара. Ступень разрушилась и возник пожар. Трое техников погибло.
Спутник, хотя и был повреждён, был восстановлен с использованием запасных частей и компонентов. Он был запущен десять месяцев спустя 3 февраля 1965 года и получил обозначение OSO 2.
Следующий аппарат OSO C никогда не выходил на орбиту из-за аварии ракеты-носителя. Старт состоялся 25 августа 1965 года. Двигатель третьей ступени выключился до отделения второй ступени. Было зафиксировано нарушение ориентации ракеты, за которым последовала потеря телеметрии второй ступени, и хотя третья ступень отделилась, тяга уменьшилась на 18 %. Спутник не смог достичь орбитальной скорости, упал обратно в атмосферу и сгорел. Предполагалось, что сбой был вызван модификацией механизма зажигания третьей ступени, которые внесли после некоторых незначительных технических трудностей, возникших при предыдущем запуске Дельта-C.
В середине 1960-х годов была разработана программа Advanced Orbiting Solar Observatory (AOSO) как более продвинутая версия серии OSO. Проект задумывался как серия спутников на полярной солнечно-синхронной орбите. Из-за бюджетных ограничений программа AOSO была отменена в 1965 году. Вместо этого её заменили спутники OSO-I, OSO-J и OSO-K. Только OSO-I, известный как OSO 8, был запущен.
| Аппарат | Дата запуска     | COSPAR    | Дата падения   | Результаты |
| ------- | ---------------- | --------- | -------------- | --- |
| OSO-1   | 7 марта 1962     | 1962-006A | 7 октября 1981 | |
| OSO-2   | 3 февраля 1965   | 1965-007A | 8 августа 1989 | |
| OSO-3   | 8 марта 1967     | 1967-020A | 4 апреля 1982  | Наблюдались солнечные вспышки и также вспышка от Скорпиона X-1                                                                      |
| OSO-4   | 18 октября 1967  | 1967-100A | 14 июня 1982   | |
| OSO-5   | 22 января 1969   | 1969-006A | 2 апреля 1984  | Измерено диффузное фоновое рентгеновское излучение в диапазоне 14-200 кэВ                                                           |
| OSO-6   | 9 августа 1969   | 1969-068A | 7 марта 1981   | Наблюдалось три гамма-всплеска |
| OSO-7   | 29 сентября 1971 | 1971-083A | 8 июля 1974    | Собранные данные позволили идентифицировать объект Паруса X-1 как массивную рентгеновскую двойную систему                           |
| OSO-8   | 21 июня 1975     | 1975-057A | 8 июля 1986    | Найдена линия излучения железа в спектрах скопления галактик. Измерение поляризации рентгеновского излучения Крабовидной туманности |

## Конструкция
Базовая конструкция всей серии состоит из двух частей. Одна оснащена вращающимся участком и называется «Колесо» для обеспечения гироскопической устойчивости. Вторая часть под названием «Парус», была стабилизирована в направлении на Солнце. На Парусе установлены инструменты исследования Солнца, а также множество солнечных фотоэлектрических элементов, которые питали космический корабль. Важнейшей особенностью конструкции был подшипник между Колесом и Парусом. Он должен был длительное время работать в условиях вакуума и перепадов температуры без смазки. Он также передавал энергию от Паруса и данные от солнечных приборов к Колесу, где находилось большинство агрегатов спутника. Некоторые дополнительные научные инструменты, сканирующие небо, также располагались на Колесе. Данные записывались на бортовой магнитофон и передавались на Землю с помощью FM-телеметрии. Электропитание осуществлялась с помощью перезаряжаемых химических батарей, заряжаемых с помощью панелей солнечных батарей. Корректировка орбит осуществлялась маневровыми реактивными двигателями со сжатым газом.